# Liste des chapitres de Letter Bee
Cet article est un complément de l’article sur le manga Letter Bee. Il contient la liste des 20 volumes du manga parus en presse.

## Volumes reliés

### Tomes 1 à 10
| no | Japonais       | Japonais          | Français         | Français          |
| no | Date de sortie | ISBN              | Date de sortie   | ISBN              |
| --- | -------------- | ----------------- | ---------------- | ----------------- |
| 1 | 4 janvier 2007 | 978-4-08-874312-7 | 3 juillet 2009   | 978-2-5050-0594-0 |
| Titre du volume : Lettres et Letter Bee (テガミとテガミバチ, Tegami to Tegamibachi)Liste des chapitres : - Ch. 1 : Lettres et Letter Bee (テガミとテガミバチ, Tegami to Tegamibachi) - Ch. 2 : Le petit pleurnichard, la fille-courrier (泣き虫少年、テガミ少女, Nakimushi shōnen, tegami shōjo) |                |                   |                  |                   |
| 2 | 4 juin 2007    | 978-4-08-874374-5 | 3 juillet 2009   | 978-2-5050-0595-7 |
| Titre du volume : Une lettre pour Jiggy Pepper (ジギー・ペッパーへの手紙, Jigī Peppā e no tegami)Liste des chapitres : - Ch. 3 : Une lettre pour Jiggy Pepper (première partie) (ジギー・ペッパーへの手紙／前編, Jigī Peppā e no tegami zenpen) - Ch. 4 : Une lettre pour Jiggy Pepper (deuxième partie) (ジギー・ペッパーへの手紙／中編, Jigī Peppā e no tegami chūhen) - Ch. 5 : Une lettre pour Jiggy Pepper (dernière partie) (ジギー・ペッパーへの手紙／後編, Jigī Peppā e no tegami kōhen) - Ch. 6 : Ruche postale, 13 avenue Nocturne Hood (ユウサリ中央 夜想道13番地 郵便館BEE-HIVE, Yūsari Sentoraru Yasōmichi jūsanbanchi Yūbinkan Hachi no su) - Ch. 7 : Raspberry Hill (ラズベリー・ヒル, Razuberī Hiru) |                |                   |                  |                   |
| 3 | 4 février 2008 | 978-4-08-874483-4 | 2 octobre 2009   | 978-2-5050-0596-4 |
| Titre du volume : Rencontre avec Sylvette Suede (シルベット・スエードに会う, Shirubetto Suēdo ni au)Liste des chapitres : - Ch. 8 : Rencontre avec Sylvette Suede (シルベット・スエードに会う, Shirubetto Suēdo ni au) - Ch. 9 : La promesse du petit pleurnichard (泣き虫少年の誓い, Nakimushi shōnen no chikai) - Ch. 10 : Sous la lumière (光の下, Hikari no shita) - Supplément : Letter Bees et dingos (テガミバチとディンゴ, egamibachi to dingo) |                |                   |                  |                   |
| 4 | 2 avril 2008   | 978-4-08-874517-6 | 4 décembre 2009  | 978-2-5050-0749-4 |
| Titre du volume : Lettres mensongères (Uso tegami, 嘘テガミ)Liste des chapitres : - Ch. 11 : Lettres mensongères (嘘テガミ, Uso tegami) - Ch. 12 : Docteur cadavres (死骸博士, Shigai hakase) - Ch. 13 : Honey Waters (ハニー・ウォーターズ, Hanī Wōtāzu) - Ch. 14 : Courrier non distribué (届かぬテガミ, Todokanu tegami) |                |                   |                  |                   |
| 5 | 3 octobre 2008 | 978-4-08-874584-8 | 5 mars 2010      | 978-2-5050-0862-0 |
| Titre du volume : L'être qui n'a pas pu devenir un esprit (精霊になれなかった者, Seirei ni narenakattamono)Liste des chapitres : - Ch. 15 : Un trio de souvenirs (こころの記憶、三つ, Kokoro no kioku, mittsu) - Ch. 16 : L'être qui n'a pas pu devenir un esprit (精霊になれなかった者, Seirei ni narenakattamono) - Ch. 17 : Retrouvailles, larmes, larmes, larmes (再会、涙、涙、涙, Saikai, namida, namida, namida) - Ch. 18 : Pain et culottes (パンツとパン, Pantsu to pan) |                |                   |                  |                   |
| 6 | 4 février 2009 | 978-4-08-874636-4 | 4 juin 2010      | 978-2-5050-0863-7 |
| Titre du volume : Le phare hanté de la lande (荒野幻灯台, Kōya gen tōdai)Liste des chapitres : - Ch. 19 : Des dessins bleu hortensia (アジサイ色の絵テガミ, Ajisaīro no e-tegami) - Ch. 20 : Le phare hanté de la lande (荒野幻灯台, Kōya gen tōdai) - Ch. 21 : La poupée (少女人形, Shōjo ningyō) - Ch. 22 : Film noir |                |                   |                  |                   |
| 7 | 4 juin 2009    | 978-4-08-874678-4 | 3 septembre 2010 | 978-2-5050-0962-7 |
| Titre du volume : Blue Notes Blues (ブルー・ノーツ・ブルース, Burū Nōtsu Burūsu)Liste des chapitres : - Ch. 23 : Blue Notes Blues (ブルー・ノーツ・ブルース, Burū Nōtsu Burūsu) - Ch. 24 : Des makas et des hommes (摩訶と人, Maka to hito) - Ch. 25 : 200 ans de solitude (ひとりぼっちの二百年, Hitori botchi no ni hyaku nen) - Ch. 26 : Le jardin des esprits (精霊の庭, Seirei no niwa) |                |                   |                  |                   |
| 8 | 2 octobre 2009 | 978-4-08-874743-9 | 3 décembre 2010  | 978-2-5050-1005-0 |
| Titre du volume : Une lumière dans les ténèbres (光、闇を照らす, Hikari, yami o terasu)Liste des chapitres : - Ch. 27 : L'abbaye Veritably (ベリタブリィー修道院, Beritaburī shūdōin) - Ch. 28 : Un voyage ensemble (二人、旅をした..., Futari, tabi o shita...) - Ch. 29 : Une lumière dans les ténèbres (光、闇を照らす, Hikari, yami o terasu) - Ch. 30 : J'en suis certain (きっと, Kitto) |                |                   |                  |                   |
| 9 | 4 février 2010 | 978-4-08-870006-9 | 4 mars 2011      | 978-2-5050-1064-7 |
| Titre du volume : Le service des lettres oubliées (凍結物件課, Kōrudo Retā ka)Liste des chapitres : - Ch. 31 : Le retour (帰館, Kikan) - Ch. 32 : Les inspecteurs de la capitale (首都監査人, Shutokansanin) - Ch. 33 : Le service des lettres oubliées (凍結物件課, Kōrudo Retā ka) - Ch. 34 : Un amour dur comme la pierre (石の愛, Ishi no ai) |                |                   |                  |                   |
| 10 | 4 juin 2010    | 978-4-08-870039-7 | 3 juin 2011      | 978-2-5050-1158-3 |
| Titre du volume : L'œil éblouissant (光る眼, Hikaru me)Liste des chapitres : - Ch. 35 : Aria et le dirigeable (アリアと飛行船, Aria to hikōsen) - Ch. 36 : Volt l'intrépide (勇者ボルト, Yūsha Boruto) - Ch. 37 : Hôdai Franklin (ホーダイ・フランクリン, Hōdai Furankurin) - Ch. 38 : L’œil éblouissant (光る眼, Hikaru me) - Ch. 39 : Le loup qui n'a pas pu devenir un esprit (精霊になれなかった狼, Seirei ni narenakatta ōkami) |                |                   |                  |                   |

### Tomes 11 à 20
| no | Japonais        | Japonais          | Français          | Français          |
| no | Date de sortie  | ISBN              | Date de sortie    | ISBN              |
| --- | --------------- | ----------------- | ----------------- | ----------------- |
| 11 | 4 octobre 2010  | 978-4-08-870120-2 | 23 septembre 2011 | 978-2-5050-1234-4 |
| Titre du volume : La gibecière d'un bee (BEEの鞄, BEE no kaban)Liste des chapitres : - Ch. 40 : La croisée des chamins (クロスロード, Kurosurōdo) - Ch. 41 : Retour à la maison (家に帰る, Ie ni kaeru) - Ch. 42 : La gibecière d'un bee (BEEの鞄, BEE no kaban) - Ch. 43 : Au fond du cœur (心、その奥に, Kokoro, sono oku ni) - Ch. 44 : Silence et poursuite (静寂と追撃, Seijaku to tsuigeki) |                 |                   |                   |                   |
| 12 | 21 avril 2011   | 978-4-08-870198-1 | 2 décembre 2011   | 978-2-5050-1280-1 |
| Titre du volume : L'enfant de la lumière (光の子, Hikari no Ko)Liste des chapitres : - Ch. 45 : La voix du cœur (心の声, Kokoro no koe) - Ch. 46 : Menace imminente (迫る脅威, Semaru kyoui) - Ch. 47 : L'enfant de la lumière (光の子, Hikari no ko) - Ch. 48 : Lily Comfort (リリー・コンフォート, Rirī Confōto) - Ch. 49 : Séparations et retrouvailles (別れと再会, Wakare to Saikai) |                 |                   |                   |                   |
| 13 | 4 novembre 2011 | 978-4-08-870198-1 | 6 juillet 2012    | 978-2-5050-1595-6 |
| Titre du volume : Une région nommée Kagerô (区域カゲロウ, Kuiki Kagerou)Liste des chapitres : - Ch. 50 : L'insectarmure ricaneur (笑う鎧虫, Warau Gaichū) - Ch. 51 : Souvenirs (追懐, Tsuikai) - Ch. 52 : Une région nommée Kagerô (区域カゲロウ, Kuiki Kagerou) - Ch. 53 : Impardonnable (許されざる者, Yurusa Rezaru Mono) - Ch. 54 : Le signal de fumée (狼煙, Noroshi) |                 |                   |                   |                   |
| 14 | 2 mai 2012      | 978-4-08-870407-4 | 19 avril 2013     | 978-2-5050-1825-4 |
| Titre du volume : La lettre de maman (母からのテガミ, Haha kara no Tegami) Extra : Le tome 14 (ISBN 978-4-08-870449-4) est sorti en édition limitée au Japon.Liste des chapitres : - Ch. 55 : Je ne te laisserai pas faire (奪わせない, Ubawasenai) - Ch. 56 : Cœurs ébranlés (こころ揺れて, Kokoro yurete) - Ch. 57 : Ma grandeur a grandi ! (大きさが大きい！, Ookisa ga ookii!) - Ch. 58 : Cœurs à l'unisson (こころ、 ひとつに, Kokoro, hitotsu ni) - Ch. 59 : La lettre de maman (母からのテガミ, Haha kara no tegami) |                 |                   |                   |                   |
| 15 | 4 octobre 2012  | 978-4-08-870524-8 | 10 janvier 2014   | 978-2-5050-1826-1 |
| Titre du volume : À toi, mon enfant (小さき者へ, Chiisaki-mono he)Liste des chapitres : - Ch. 60 : Assemblée générale à la ruche postale (ハチノス総会・ロングミーティング, Hachinosu sōkai, Rongu Mītingu) - Ch. 61 : Une existence non humaine (人ではない何か, Hito deha nai nanika) - Ch. 62 : La naissance (誕生, Tanjō) - Ch. 63 : À toi, mon enfant (小さき者へ, Chīsaki mono he) - Ch. 64 : Les tourments de la vie (生まれ出づる悩み, Umare idzuru nayami) |                 |                   |                   |                   |
| 16 | 4 juin 2013     | 978-4-08-870636-8 | 2 mai 2014        | 978-2-5050-6017-8 |
| Titre du volume : Les hauts de Hurlevent (嵐が丘, Arashigaoka)Liste des chapitres : - Ch. 65 : Les hauts de Hurlevent (嵐が丘, Arashi ga oka) - Ch. 66 : Les hauts de Hurlevent (suite) (続・嵐が丘, Zoku - Arashi ga oka) - Ch. 67 : L'assaut de Little Tree (リトルツリー強撃, Ritoru tsurī) - Ch. 68 : Un "cœur" bienveillant (優しいこころ, Yasashī kokoro) - Ch. 69 : Un "cœur" vide (空っぼのこころ, Sorātsu bo no kokoro) - Ch. 70 : Nom et prénom (なまえ, Namae) |                 |                   |                   |                   |
| 17 | 4 janvier 2014  | 978-4-08-870843-0 | 24 octobre 2014   | 978-2-5050-6143-4 |
| Titre du volume : Une nouvelle recrue nommée Chiko (途中採用のチコ, Tochuu Saiyou no Chiko)Liste des chapitres : - Chapitre 71 : Bilan, objectif, hypothèse (par le Dr. Thunderland Jr.) (復習/目標/仮説(by Dr. Thunderland Jr.), Fukushuu/Mokuhyou/Kasetsu) - Chapitre 72 : Une nouvelle recrue nommée Chiko (途中採用のチコ, Tochuu Saiyou no Chiko) - Chapitre 73 : Ensemble malgré la pluie (雨ニモマケズ, Ame ni mo Makezu) - Chapitre 74 : Les chroniques animalières de Segeton (シゲトン動物記, Shigeton Doubutsuki) - Chapitre 75 : Ponta, le roi des Capyppos (続・カピカバ王ぽんた, Zoku - Kapikaba-ou Ponta) - Chapitre 76 : Ponta, le roi des Capyppos (suite) ((カピカバ王ぽんた, Kapikaba-ou Ponta) - Chapitre 77 : La lettre de Largo Lloyd |                 |                   |                   |                   |
| 18 | 4 août 2014     | 978-4-08-880077-6 | 22 mai 2015       | 978-2-5050-6289-9 |
| Titre du volume : À tous ceux que j'aime (前略・大切な人達へ, Zenryaku - Taisetsu-na Hito-tachi he)Liste des chapitres : - Chapitre 78 : Là où tout commence (始まりの場所, Hajimari no Basho) - Chapitre 79 : Étude révolutionnaire (革命のエチュード, Kakumei no Echuudo) - Chapitre 80 : Le dernier insecte spirituel (最後の精霊虫, Saigo no Seireichuu) - Chapitre 81 : À tous ceux que j'aime (前略・大切な人達へ, Zenryaku - Taisetsu-na Hito-tachi he) - Chapitre 82 : Un espoir confié (託された希望, Takusareta Kibou) - Chapitre 83 : Un espoir porté (託す希望, Takusu Kibou) - Chapitre 84 : Le 358e jour (三百五十八日目, Sanbyaku gojuu hachi nichi me)                                                                                      |                 |                   |                   |                   |
| 19 | 3 avril 2015    | 978-4-08-880229-9 | 22 avril 2016     | 978-2-5050-6470-1 |
| Titre du volume : Akatsuki, la capitale (首都アカツキ, Shuto Akatsuki)Liste des chapitres : - Ch. 85 : Le grand retour (帰還, Kikan) - Ch. 86 : Waltz for Debby (ワルツ・フォー・デビイ, Warutsu foo Debii) - Ch. 87 : Vers un nouveau monde (新世界への可能性, Shinsekai he no Kanousei) - Ch. 88 : A propos d'Henry (Regarding Henry, Rigaadingu Henrii) - Ch. 89 : Le chant du départ (旅立ちの詩, Tabi-dachi no Uta) - Ch. 90 : Zarbie l'ourson (プマのクーちゃん, Puma no Kuu-chan) - Ch. 91 : Akatsuki, la capitale (首都アカツキ, Shuto Akatsuki) |                 |                   |                   |                   |
| 20 | 4 janvier 2016  | 978-4-08-880506-1 | 23 septembre 2016 | 978-2-5050-6577-7 |
| Titre du volume : Shine (Shine, Shain)Liste des chapitres : - Ch. 92 : La vérité (真実の行方, Shinjitsu no Yukue) - Ch. 93 : Le Head Bee (ヘッド・ビー, Heddo Bii) - Ch. 94 : Lloyd fait une rencontre (ロイド、邂逅, Roido, Kaikou) - Ch. 95 : Adieu (さようなら, Sayounara) - Ch. 96 : Souvenirs de jeunesse (少年の日の思い出, Shounen no Hi no Omoide) - Ch. 97 : L'aiguille lumineuse (光針, Hikaribari) - Ch. 98 : Le "cœur" (こころ, Kokoro) - Ch. 99 : Shine (Shine, Shain) |                 |                   |                   |                   |

### Shueisha BOOKS
1. 1 2  Tome 1
2. 1 2  Tome 2
3. 1 2  Tome 3
4. 1 2  Tome 4
5. 1 2  Tome 5
6. 1 2  Tome 6
7. 1 2  Tome 7
8. 1 2  Tome 8
9. 1 2  Tome 9
10. 1 2  Tome 10
11. 1 2  Tome 11
12. 1 2  Tome 12
13. 1 2  Tome 13
14. 1 2  Tome 14
15. ↑  Tome 14 Édition limitée
16. 1 2  Tome 15
17. 1 2  Tome 16
18. 1 2  Tome 17
19. 1 2  Tome 18
20. 1 2  Tome 19
21. 1 2  Tome 20

### Manga Kana
1. 1 2  Tome 1
2. 1 2  Tome 2
3. 1 2  Tome 3
4. 1 2  Tome 4
5. 1 2  Tome 5
6. 1 2  Tome 6
7. 1 2  Tome 7
8. 1 2  Tome 8
9. 1 2  Tome 9
10. 1 2  Tome 10
11. 1 2  Tome 11
12. 1 2  Tome 12
13. 1 2  Tome 13
14. 1 2  Tome 14
15. 1 2  Tome 15
16. 1 2  Tome 16
17. 1 2  Tome 17
18. 1 2  Tome 18
19. 1 2  Tome 19
20. 1 2  Tome 20